# Parque nacional del Kéran
El parque nacional del Kéran (del francés: Parc National de la Kéran) está situado en el norte de Togo, en el área de Kara. Sólo hay una carretera que va a través de esta área. No muchos turistas visitan estos territorios, así como los parques nacionales principales de ese país, son más accesibles desde el vecino Ghana. Los elefantes habitan tanto en este parque como en Ghana.
El parque fue establecido en el año 1950 y cubre un área aproximada de 1636 kilómetros cuadrados.